# Roberta Arraes
Roberta Macedo Bertino Arraes (Picuí, 14 de setembro de 1964) é uma política brasileira. Foi deputada estadual de Pernambuco na 19ª legislatura (2019–2023), filiada ao PP. É graduada em Administração de Empresas pela Universidade Federal da Paraíba (UFPB) e especialista em Marketing pelo instituto GMB de Marketing, em São Paulo.

## Carreira
Foi nomeada por Eduardo Campos (PSB) à Coordenação da 23ª Circunscrição Regional de Trânsito (Ciretran) de Araripina. Devido à eleição de seu marido Alexandre Arraes para prefeito, foi primeira-dama de Araripina entre 2013 a 2016.
Roberta Arraes foi Assessora Especial do governador de Pernambuco em 2014. No mesmo ano, disputou sua primeira eleição, candidatando-se a um cargo na Assembleia Legislativa de Pernambuco (ALEPE) pelo Partido Socialista Brasileiro (PSB). Com pouco mais de 38 mil votos, não foi eleita, mas conquistou uma vaga para suplente.
Em 2017, foi uma dos três suplentes do PSB que assumiram quando Raquel Lyra, Miguel Coelho e Lula Cabral se tornaram prefeitos após serem eleitos em 2016. No ano seguinte, apesar de ter recebido quase 10 mil votos a menos do que em 2014, foi eleita para mais quatro anos como deputada estadual. Integrou as comissões de Saúde e Assistência Social; Defesa dos Direitos da Mulher; Agricultura; Administração Pública e Negócios Municipais na ALEPE.
Candidatou-se à reeleição nas eleições de 2022, e embora tenha recebido mais de 42 mil votos, não conseguiu renovar o mandato, ficando novamente no posto de suplente em caso de eventuais renúncias.
Em julho de 2024, o deputado Cleiton Collins se licenciou do cargo e, como primeira suplente, Roberta Arraes voltou à ALEPE e ocupou a cadeira de Collins até janeiro do ano seguinte.
Em 2025, com a nomeação de Kaio Maniçoba (PP) para a  Secretaria de Turismo e Lazer, Roberta retorna a ALEPE pela segunda vez nessa legislatura, na condição de suplente.

### Desempenho em eleições
| Ano  | Eleição                               | Partido | Candidato a       | Votos  | %     | Resultado  | Ref e Notas |
| ---- | ------------------------------------- | ------- | ----------------- | ------ | ----- | ---------- | ----------- |
| 2014 | Eleições Estaduais em Pernambuco 2014 | PSB     | Deputada Estadual | 38.030 | 0,83% | Não Eleito | [ 13 ]      |
| 2018 | Eleições Estaduais em Pernambuco 2018 | PP      | Deputada Estadual | 28.649 | 0,64% | Eleita     | [ 14 ]      |
| 2022 | Eleições Estaduais em Pernambuco 2022 | PP      | Deputada Estadual | 42.778 | 0,85% | Não Eleito | [ 15 ]      |